# Schloss Glücksburg (Glücksburg)

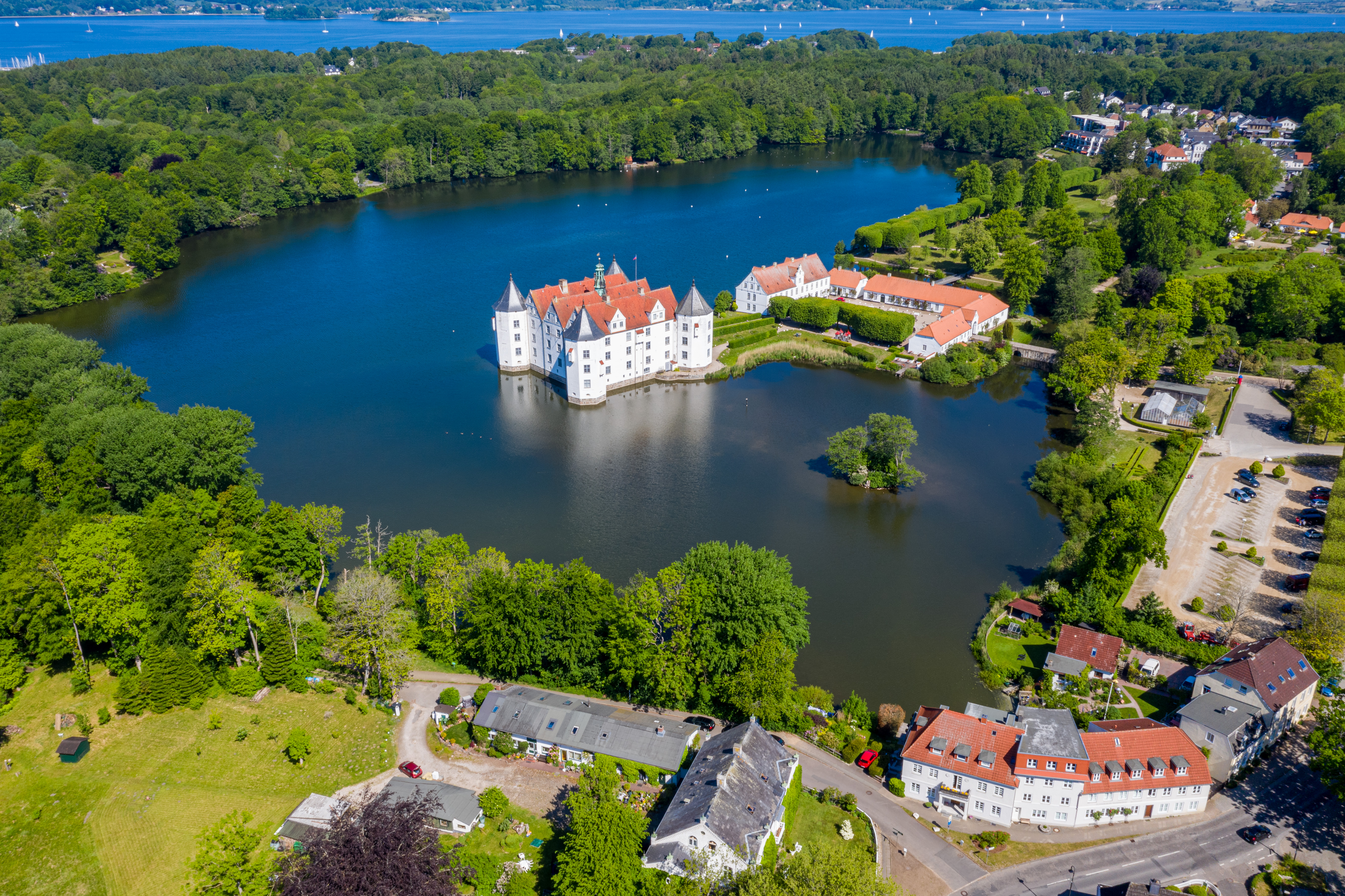
Luftbild des Ensembles

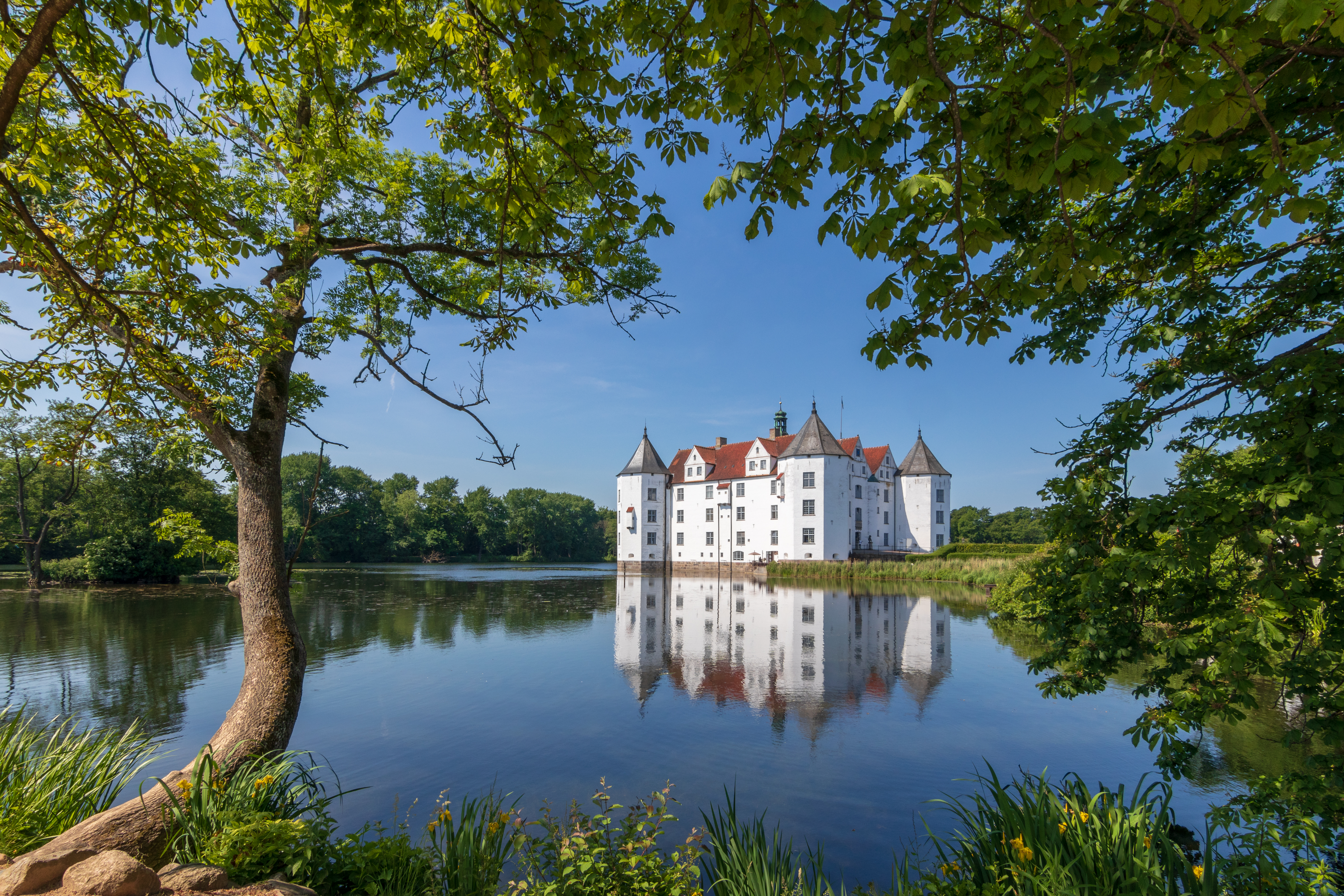
Ansicht von Osten

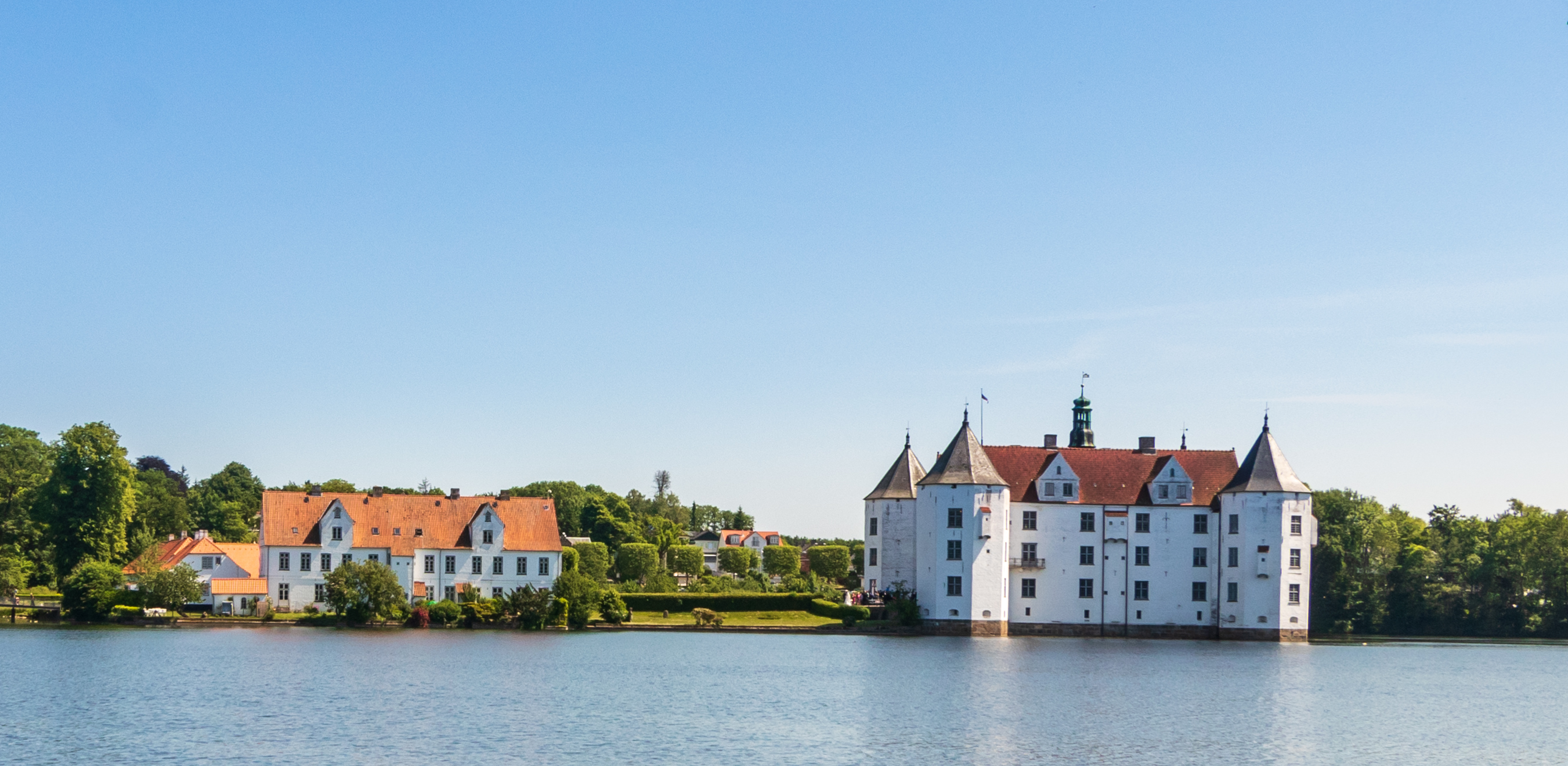
Blick auf das Schloss und die Gebäude der Vorburg

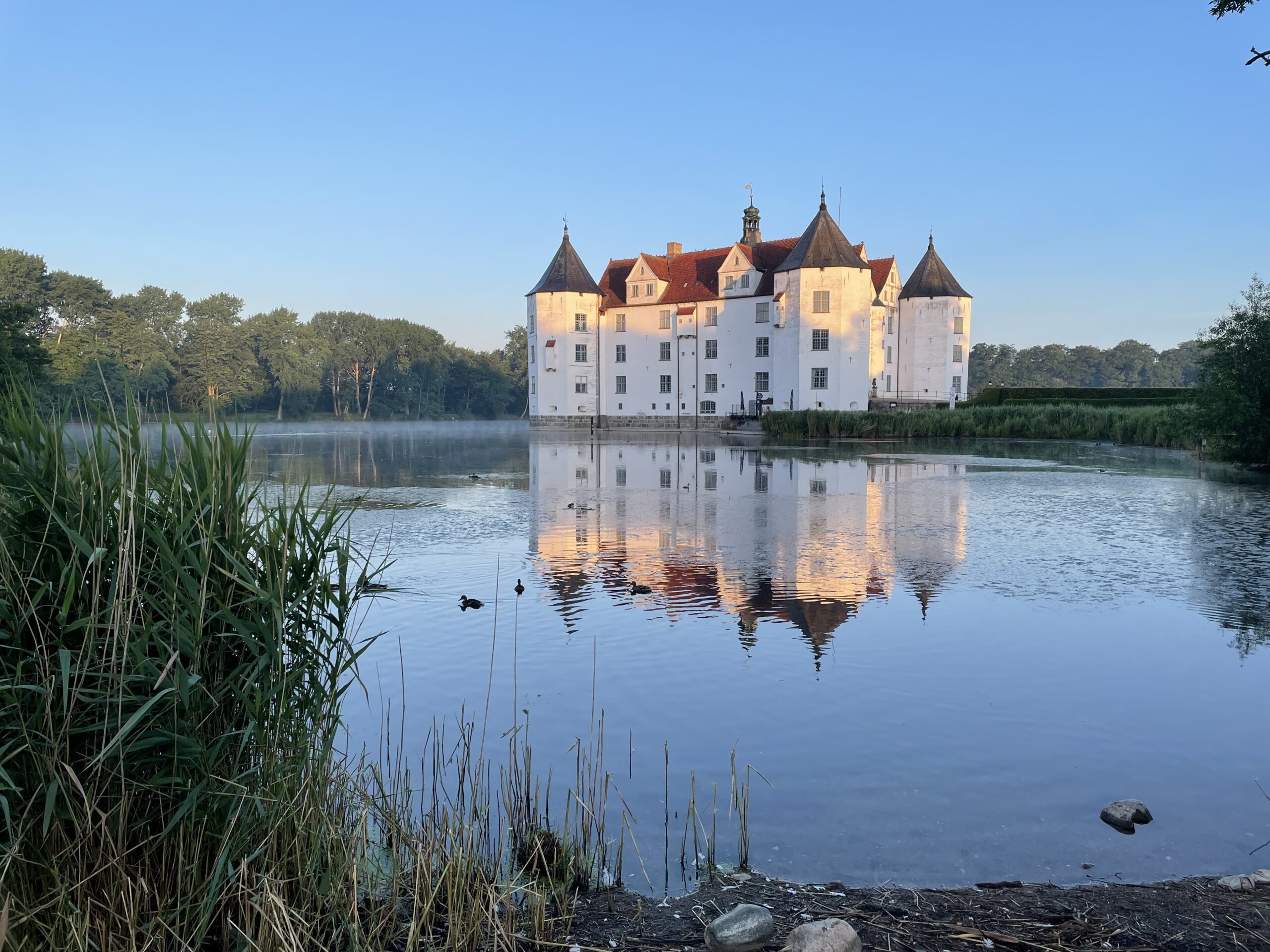
Schloss Glücksburg bei Sonnenaufgang

Schloss Glücksburg (dänisch Lyksborg Slot) zählt zu den bedeutendsten Renaissanceschlössern Nordeuropas; das Wasserschloss liegt in Glücksburg an der Flensburger Förde und ist eine der bekanntesten Sehenswürdigkeiten von Schleswig-Holstein in Deutschland. Es beherbergt ein Museum und ist für Besuche zugänglich.
Glücksburg diente den herzoglichen Linien des gleichnamigen Hauses als Stammsitz; die Familienmitglieder sind mit nahezu allen europäischen Dynastien verwandt. Zeitweilig war das Schloss die Residenz des dänischen Königshauses.

## Geschichte

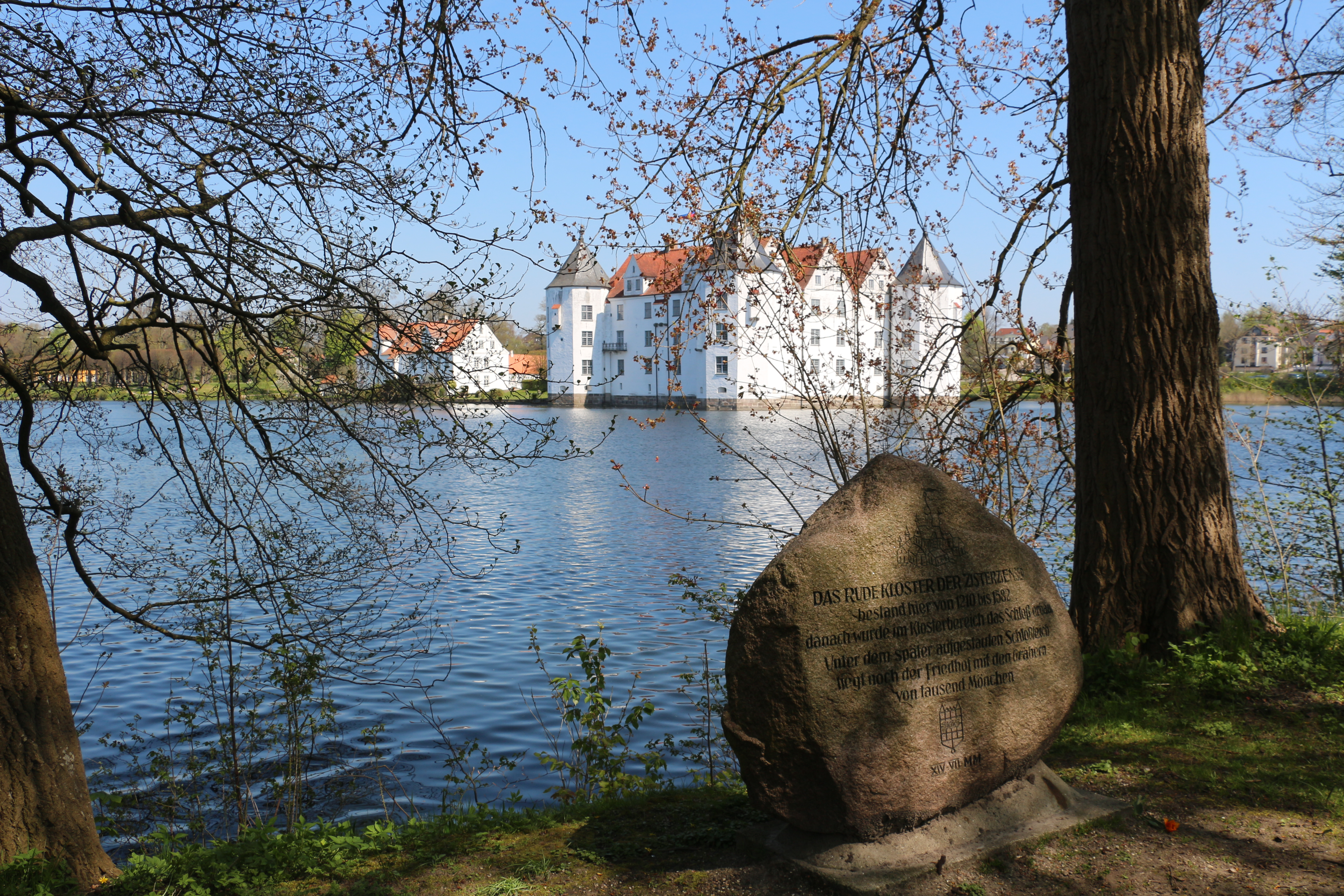
Erinnerungsstein an das Rüdekloster am Schlossteich von Schloss Glücksburg

### Vom Rüdekloster zur Glücksburg
Die Vorgeschichte des heutigen Schlossgeländes begann 1192 in Schleswig, als das dortige Doppelkloster St. Michael auf dem Berge aufgelöst wurde. Die Nonnen bezogen darauf das noch heute bestehende St.-Johannis-Kloster vor Schleswig, während die Mönche den Ort verließen und nach Guldholm am Langsee gingen. Zwischen 1209 und 1210 gründeten sie ein neues Zisterzienserkloster im heutigen Glücksburg. In der Nachbarschaft zum Kloster dürfte sich zuvor schon eine ältere Turmhügelburg befunden haben, deren Überrest bis heute als Schwaneninsel erhalten ist. Das sogenannte Rüdekloster und die umfangreichen Ländereien wurde in den folgenden Jahrhunderten von den Mönchen bewohnt und bewirtschaftet. Im benachbarten Flensburg existierten damals noch mehrere Burganlagen (vgl. Flensburger Stadtbefestigung) und ab 1411 die große, militärisch bedeutsame Duburg.
Im Zuge der Reformation wurde das Rüdekloster 1538 säkularisiert und gelangte 1544 in den Besitz des dänischen Königs Christian III. Die Klostergebäude dienten als Wohnsitz des Verwesers. Die Duburg in Flensburg befand sich bereits seit Anfang des 16. Jahrhunderts im Niedergang.

### Stammsitz der älteren Linie

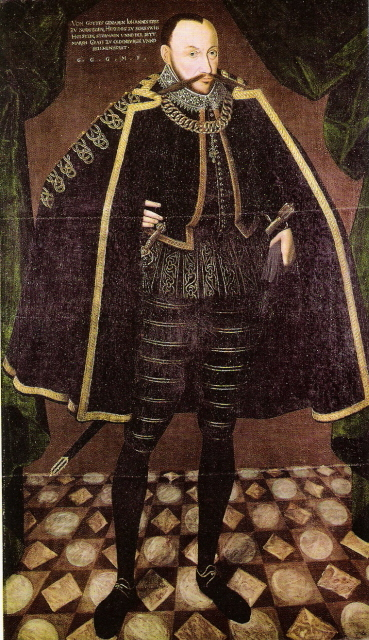
Der Erbauer des Schlosses, Herzog Johann von Schleswig-Holstein-Sonderburg. Gemälde des 16. Jahrhunderts

Die eigentliche Geschichte des Schlosses begann 1582. Der dänische König Friedrich II. belehnte seinen Bruder Johann, genannt Hans der Jüngere, unter anderem mit den Ländereien von Sundewitt, dem Kloster Reinfeld und dem alten Rüdekloster. Johann, der bereits über ansehnliche Besitzungen verfügte, erwarb weitere Gebiete hinzu. Die Regierung des Herzogtums lag weitgehend in der Hand seines Bruders. Johann war zwar ein abgeteilter Herr, denn die Stände verweigerten ihm die Huldigung, doch versuchte er, sein Vermögen und sein Ansehen auf anderen Wegen zu mehren. Er betätigte sich erfolgreich als frühmerkantilistischer Unternehmer. Als typischer Herzog seiner Zeit brachte er seinen Reichtum mit verschiedenen Bauten zum Ausdruck und gründete unter anderem die mittlerweile abgetragenen Schlösser in Reinfeld und Ahrensbök. Er modernisierte das Sonderburger Schloss und errichtete ab 1582 Glücksburg anstelle des Rüdeklosters als wohnliches Landschloss für sich und seine Familie.
Nach Johanns Tod 1622 wurde das Herzogtum Schleswig-Holstein-Sonderburg unter dessen Erben aufgeteilt. Johanns Sohn Philipp erhielt das Schloss und die Ländereien Glücksburgs und begründete somit die erste, die ältere Linie des Hauses Schleswig-Holstein-Sonderburg-Glücksburg. Das Schloss blieb über 150 Jahre Sitz der Herzöge von Glücksburg, doch das kleine Titularherzogtum selbst blieb relativ unbedeutend. Abgesehen davon, dass die Mitglieder des Hauses immer wieder in andere adelige Familien einverheiratet wurden, spielten sie keine Rolle in der Landesgeschichte. Die Glücksburg war in dieser Zeit mehr ein durchgehend bewohnter adliger Familiensitz und weniger eine höfische Residenz. In der Mitte des 17. Jahrhunderts beherbergte das Schloss samt den Nebengebäuden einen Hofstaat von durchschnittlich 80 Personen.
Als Nachfolger von Johann († 1622) residierten hier:
- Philipp (Schleswig-Holstein-Sonderburg-Glücksburg); † 1663
- Christian (Schleswig-Holstein-Sonderburg-Glücksburg); † 1698
- Philipp Ernst (Schleswig-Holstein-Sonderburg-Glücksburg); † 1729
- Friedrich d. Ä. (Schleswig-Holstein-Sonderburg-Glücksburg); † 1766
- Friedrich Heinrich Wilhelm (Schleswig-Holstein-Sonderburg-Glücksburg); † 1779

Mit dem Tod des kinderlosen Friedrich Heinrich Wilhelm 1779 starb der ältere Zweig der Familie aus und das Lehen Glücksburg ging an das Dänische Königshaus zurück. Bis 1824 wurde das Schloss von der Frau des letzten Herzogs, Anna Carolina, als Witwensitz genutzt.

### Stammsitz der jüngeren Linie

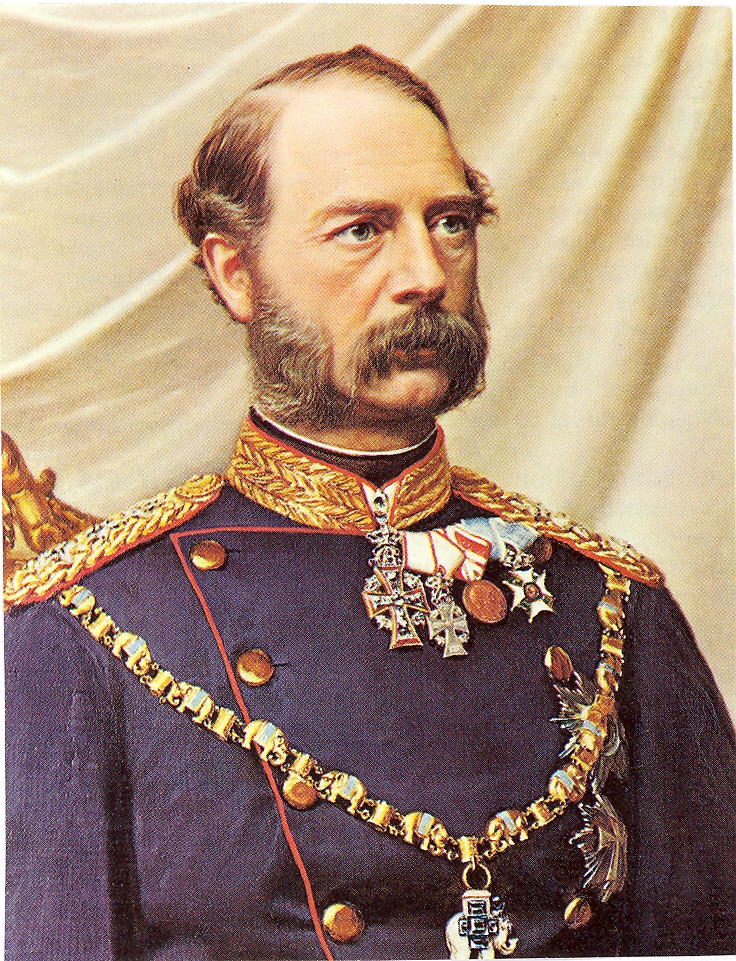
Unter Christian IX. wurde Glücksburg zur „Wiege Europas“. Gemälde von 1887

Der dänische König Friedrich VI. übergab das Lehen und damit Schloss und Titel 1825 an seinen Schwager Friedrich Wilhelm aus dem Hause Holstein-Beck. Friedrich Wilhelm stand dem dänischen König während des Wiener Kongresses hilfreich zur Seite und wurde mit dem Titel entsprechend belohnt. Der in Dänemark und Preußen aufgewachsene neue Herzog stammte in direkter Folge vom Erbauer des Schlosses, Johann III., ab. Zusammen mit seiner Frau, Luise Karoline, einer Tochter des herzoglichen Statthalters Karl von Hessen-Kassel, begründete er die jüngere Linie des Hauses Glücksburg. Friedrich Wilhelm bewohnte das Schloss zwar nicht mehr selber; seine Gattin residierte hier jedoch bis zur Schleswig-Holsteinischen Erhebung. Zu ihren zehn Kindern gehörte der spätere dänische König Christian IX. – der Stammvater der heutigen Glücksburger Linie auf dem dänischen Thron.
Das dänische Königshaus nutzte das Schloss der Verwandten oft als Sommerresidenz. Seit 1854 residierte König Friedrich VII. gelegentlich auf Glücksburg, bis er hier 1863 kinderlos verstarb. Gemäß dem Londoner Protokoll von 1852 wurde Christian IX. aus der Glücksburger Linie sein Nachfolger. Unter ihm erhielt das Schloss den Ruf, die Wiege Europas zu sein, und der neue König wurde oft als Schwiegervater Europas bezeichnet. Aus der Ehe Christians mit Prinzessin Louise von Hessen wurden drei Töchter in die Königshäuser von England und Russland einverheiratet: Alexandra ehelichte den späteren Edward VII., Dagmar den späteren Zaren Alexander III. und die jüngste Tochter Thyra den Herzog von Cumberland. Der zweite Sohn wurde als Georg I. König von Griechenland und der Enkel Carl König von Norwegen. Das Haus Glücksburg ist aus dieser Zeit bis heute mit fast allen großen europäischen Dynastien verwandt.

### Besitz von Wilhelm I.
Im Zweiten Schleswigschen Krieg 1864 diente das Schloss als Quartier für Carl von Preußen und wurde später sogar als Lazarett und Kaserne genutzt. Mit dem Krieg endete die lange Personalunion von dänischem Königshaus und schleswig-holsteinischen Herzogtümern, und das Schloss ging in preußischen Besitz über. Am 16. September 1868 besuchte der preußische König Wilhelm I. während eines Besuchs der Stadt Flensburg das Schloss, um über dessen zukünftigen Verbleib und Nutzung zu entscheiden.
Die Flensburger Nachrichten berichteten am 22. September: „Auch […] [der] Ort [Glücksburg] hatte sich für die Ankunft des Königs festlich geschmückt; es waren drei Ehrenpforten, die eine bei Ruhethal, die zweite vor dem Eingang des Fleckens, die dritte bei der Auffahrt zum Schlosse errichtet, außerdem sah man Fahnen und Blumenschmuck in reichem Maße. Am 16. 3 Uhr traf der König ein, bei der zweiten Ehrenpforte hielt Herr Pastor Vogel eine kurze Anrede, welche der Monarch huldvoll erwiderte. Auf dem Schlosse hatten sich einige Bauermädchen versammelt, um dem Landesvater Butter, Brod, Käse und Früchte als Erzeugnisse Angelns darzubringen. […] Der ganze Aufenthalt im Orte und auf dem Schlosse dauerte nur eine kleine Stunde.“
König Wilhelm I. zeigte kein weiteres persönliches Interesse an der Immobilie und auch das Kriegsministerium benötigte es nicht mehr. So übertrug König Wilhelm I. das Schloss durch einen „allerhöchsten Erlass“ 1869 zurück an die herzogliche Familie.

### Nach der Rückkehr der herzoglichen Familie

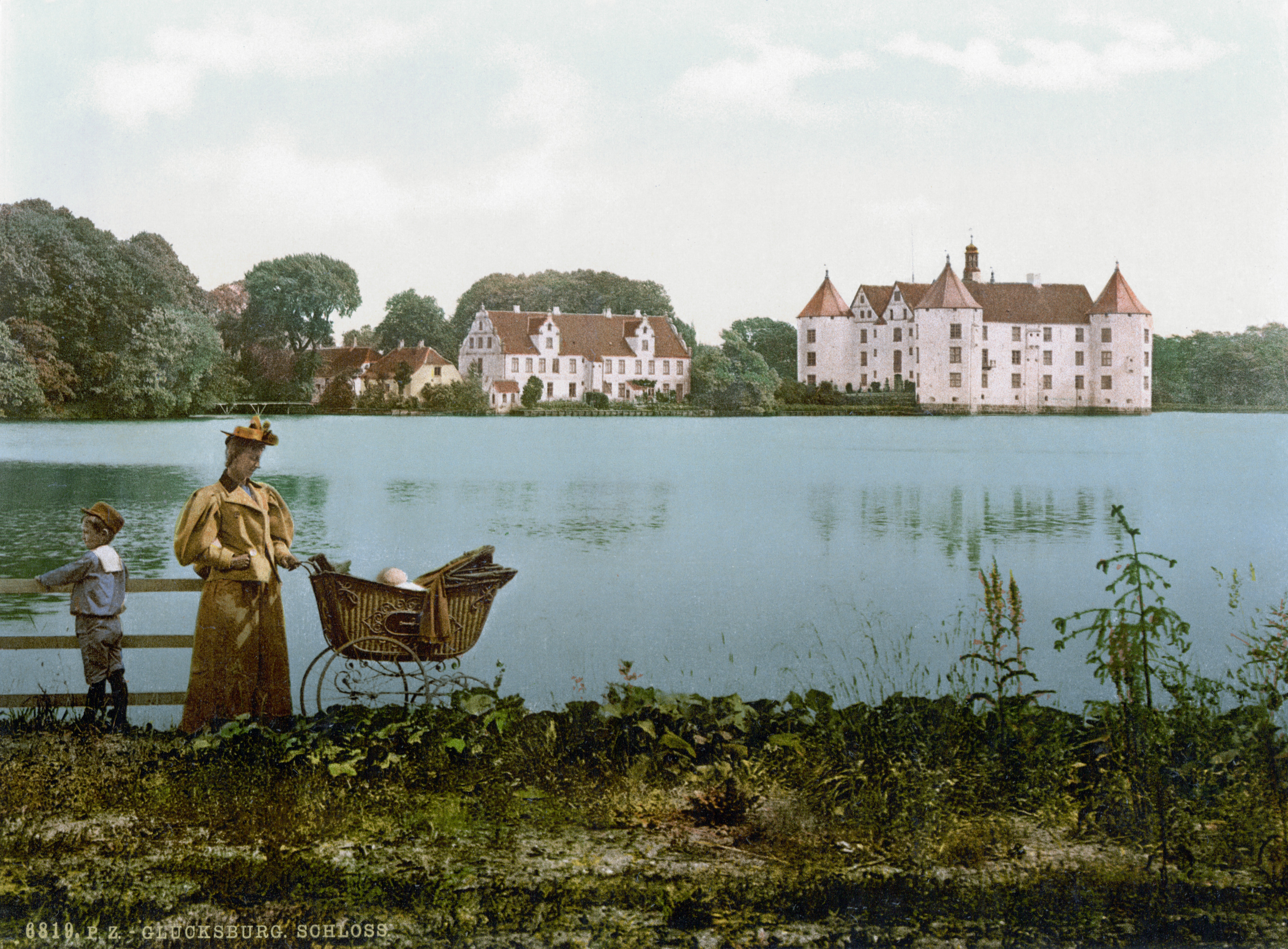
Ansicht um 1900. Dem Schloss fehlen hier die Zwerchhäuser. Das Kavaliershaus dagegen verfügt noch über geschweifte Giebel

Herzog Karl, ein Bruder König Christian IX., nutzte das Schloss seit 1871 wieder als festen Wohnsitz. Zu seinem Einzug wurden er und seine Frau Wilhelmine von der Friedrichsgarde begrüßt. Das Schloss blieb seitdem im Besitz des Hauses Glücksburg und war fast durchgehend von der Familie und Verwandten bewohnt.
Als Nachfolger von Herzog Karl († 1878) lebten hier noch:
- Friedrich (Schleswig-Holstein-Sonderburg-Glücksburg); † 1885
- Friedrich Ferdinand (Schleswig-Holstein-Sonderburg-Glücksburg); † 1934

Zu den bekanntesten regelmäßigen Gästen gehörte Auguste Viktoria, die letzte deutsche Kaiserin, die aus dem eng verwandten Haus Schleswig-Holstein-Sonderburg-Augustenburg stammte. Sie hielt sich häufig in Glücksburg auf, ihre Schwester Caroline Mathilde war mit Friedrich Ferdinand verheiratet und Auguste Viktoria besuchte sie hier oft. Nach der Kaiserin ist eine Folge von Zimmern des ersten Obergeschosses benannt. Auch Wilhelm II. war oft zu Gast, bewohnte das Schloss in der Regel jedoch nicht, sondern nächtigte während seiner Aufenthalte auf seiner Yacht. Im benachbarten Mürwik ließ er von 1907 bis 1910 für die Kaiserliche Marine die Marineschule Mürwik, das sogenannte Rote Schloss, nach dem Vorbild der Ordensburg Marienburg errichten.
Das Schloss Glücksburg blieb bis ins 20. Jahrhundert Hauptwohnsitz der herzoglichen Familie, die erst nach und nach in die Herrenhäuser der umliegenden Güter, wie Louisenlund oder Grünholz, umzog.

### Weltkriege
Die Gebäude der Glücksburg überstanden die Zeit der Weltkriege ohne größere Schäden. Lediglich die Schlossglocken wurden im Ersten Weltkrieg beschlagnahmt und eingeschmolzen.
Am Ende des Zweiten Weltkrieges wurde der nah gelegene Sonderbereich Mürwik zum Regierungssitz unter Dönitz. Im angrenzenden Glücksburg nahm Reichsminister Albert Speer im Schloss Quartier, wo er am 23. Mai 1945 von den Alliierten verhaftet und zunächst nach Flensburg gebracht wurde. Das Schloss diente bis zum Sommer 1945 als Haftanstalt für 200 ehemalige Angehörige der Wehrmacht. Das Schloss wurde im Mai 1945 durch britische Truppen geplündert. Sie stahlen zahlreiche Wertgegenstände, von denen ein Teil später zurückgegeben wurde. Des Weiteren wurden auch 32 Särge in der Gruft geöffnet. Die Familie von Friedrich Ferdinand zu Schleswig-Holstein-Sonderburg-Glücksburg wurde unter vorgehaltener Waffe durch britische Soldaten im Schloss während der Plünderungen festgesetzt. Die Rückgabe eines Teils der gestohlenen Güter erfolgte nach einem ausdrücklichen Aufruf der britischen Königin Mary, nachdem sie von Friedrichs Schwiegermutter Großherzogin Alexandra von Mecklenburg-Schwerin um Unterstützung gebeten worden war. Alexandra bezeichnete die Königin in der Quelle zwar als Tante, korrekterweise war diese jedoch die Ehefrau von Alexandras Cousin König Georg V.
Die Wiedereröffnung von Schloss und Museum fand zu Pfingsten 1948 statt.

### Stiftung und Museum
Im Jahre 1922 brachte die Familie das Schloss in eine Stiftung ein, deren Zweck neben der Erhaltung Glücksburgs auch die Teilhabe der Öffentlichkeit an dem Kulturdenkmal vorsah. In diesem Rahmen wurde ein Großteil des Schlosses in ein Museum umgewandelt, außerdem finden seitdem Konzerte und andere kulturelle Veranstaltungen im Schloss und in der Orangerie statt. So ist Glücksburg beispielsweise einer der Austragungsorte des Schleswig-Holstein Musik Festivals.

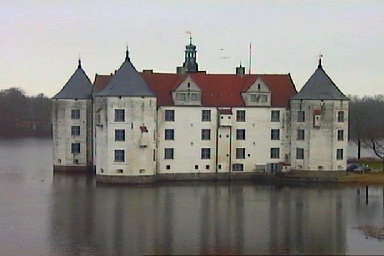
Das Schloss vor der Fassadensanierung 2005

In der gemeinnützigen Stiftungssatzung ist die Aufgabe der Stiftung wie folgt formuliert:
Zweck der Stiftung ist die Förderung von Kunst und Kultur sowie des Denkmalschutzes. Der Stiftungszweck wird insbesondere verwirklicht durch das Bestreben, Schloss Glücksburg und das zum Stiftungsvermögen gehörende Inventar dem hohen kulturellen und geschichtlichen Rang entsprechend zu erhalten, zu nutzen und der Öffentlichkeit zugänglich zu machen. …
Der Vorstand der Stiftung wird durch die herzogliche Familie selber gestellt. Geschäftsführer war von 1980 bis 2023 Christoph zu Schleswig-Holstein. Im Stiftungsrat sitzen neben der Familie auch Vertreter des Landes Schleswig-Holstein und der Landrat des Kreises Schleswig-Flensburg. Die Familie hat weiterhin das Hausrecht. Die Stiftung ist verantwortlich für die Pflege und den Schutz des Schlosses, das – wie viele Wasserschlösser – mit ständiger Feuchtigkeit zu kämpfen hat. So sind als letzte größere Maßnahme – nach einem Rechtsstreit mit dem Land bezüglich der Kostenübernahme – ab 2005 die Fassaden Glücksburgs umfassend saniert worden. Die finanziellen Mittel von rund 440.000 Euro wurden zur Hälfte von der EU und zur anderen Hälfte vom Landesamt für Denkmalpflege, der Deutschen Stiftung Denkmalschutz, dem Freundeskreis Schloss Glücksburg e. V. und verschiedenen kleineren Stiftungen getragen.

## Baugeschichte

### Bauvertrag
Für die Errichtung des Schlosses wurde am 21. Dezember 1582 ein Vertrag mit Nikolaus Karies geschlossen. Karies sollte als Baumeister für Johann III. den Abriss des Klosters ausführen und die Arbeiten am neuen Gebäude leiten. Für die Baumaßnahmen stellte ihm der Herzog 6000 lübische Mark zur Verfügung – was damals dem Gegenwert von ca. 1200 Rindern entsprach.
Glücksburg wurde bis 1587 in unmittelbarer Nähe des früheren Klosters errichtet, dessen Abtrag zum Teil als Baumaterial für das neue Schloss wiederverwendet werden sollte. Das einstige Klostergelände wurde geflutet und zu einem großen Schlossteich aufgestaut.

### Typischer Herrensitz in Schleswig-Holstein
Gelegentlich werden für das Schloss französische Vorbilder zitiert, – der Grundriss des Schlosses ähnelt zum Beispiel dem Mittelbau von Chambord – doch ist es ein typisches Gebäude seiner Epoche und Region. Es handelt sich um ein sogenanntes Mehrfachhaus, hier in der dreifachen Variation, eine charakteristische Bauform Schleswig-Holsteins aus der Zeit des Mittelalters und der Renaissance. „Schwesterbauten“ finden sich beispielsweise im Herrenhaus von Nütschau und vor allem im nahezu zeitgleich errichteten Schloss Ahrensburg. Von den erhaltenen Mehrfachhäusern in Schleswig und Holstein ist Glücksburg das größte und wohl auch das bekannteste. Der Wahlspruch des Bauherren Johann III., Gott gebe Glück mit Frieden, wird durch die Buchstaben G G G M F über dem Portal zum Ausdruck gebracht. Hieraus leitet sich auch der Name des Schlosses ab.
Das Gebäude wurde in einer stilistischen Übergangszeit errichtet. Während beispielsweise Johanns Onkel Adolf I. mit dem Schloss vor Husum oder dem Schloss in Reinbek bereits modernere, dreiflügelige Anlagen errichten ließ, besann sich der Neffe auf traditionelle Bauformen des Landes. Und obwohl als herrschaftlicher Wohnsitz geplant und ausgeführt, verweisen die Lage im Wasser, die schießschartenähnlichen Öffnungen der Turmuntergeschosse, die ursprünglich zinnenbewehrten Türme und das hoch liegende erste Geschoss und die mittlerweile verschwundene Zugbrücke des Hofs noch auf eine Vergangenheit, in der ein adliger Wohnsitz auch befestigt sein musste.

Schematischer Grundriss der oberen Geschosse, hellgrau markiert die Lage der Schlosskapelle im Untergeschoss

## Baubeschrieb
Der Bau steht auf einem 2,5 Meter hohen Granitsockel und erhebt sich direkt aus dem Wasser. Das Schloss ist errichtet aus weiß verputztem Backstein, der zu einem großen Teil dem abgerissenen Kloster entnommen wurde. Die Grundfläche bildet ein Quadrat mit einer Kantenlänge von knapp 30 Metern, bestehend aus drei einzelnen Häusern mit jeweils eigenem Grundriss und eigenem Dach. Während das mittlere Haus die großen Säle und das Vestibül aufnahm, wurden die beiden seitlichen Häuser mit den Wohnräumen versehen. Die Schlosskapelle, deren Altarwand nach Osten ausgerichtet ist, ist der einzige Raum, der quer zum Gesamtgrundriss angesetzt wurde und sich gleichzeitig im östlichen und mittleren Haus befindet.
Die Ecken Glücksburgs werden von vier achtseitigen Türmen betont, jeder mit einem Durchmesser von sieben Metern. Der Hofseite des Schlosses sind außerdem zwei erkerartige Treppentürme vorangestellt, welche die einzige Verbindung zwischen den oberen Stockwerken bilden. Insgesamt beinhaltet das Schloss zwei Säle, das Vestibül, die Schlosskapelle und zwölf mittlere Zimmer, zwölf Turmzimmer und elf Eckzimmer. Die gesamte Wohnfläche des Baus liegt bei rund 3.000 m².
Die Giebelseiten der Fassaden und auch die Zwerchhäuser waren einst geschweift und mit typischen Zierelementen der Renaissance versehen, diese Dekorationen wurden im 19. Jahrhundert aber im Zuge einer klassizistischen Purifizierung entfernt, woraus sich das heutige, etwas strenge Erscheinungsbild des Schlosses ergibt. 1768 erhielt das mittlere Dach den barocken Reiter, die im 19. Jahrhundert entfernten Zwerchhäuser wurden ab 1906 erneuert. Abgesehen von den Veränderungen an den Dekorationen ist das Äußere des Schlosses seit mehr als 400 Jahren weitgehend unverändert.

### Innenräume
Die Stockwerke des Schlosses waren einst unterschiedlichen Funktionen zugeordnet. In der Gestaltung gehen die meisten Räume auf die Epoche des Barock zurück, aus der Erbauungszeit ist nur noch ein Teil der Ausmalungen erhalten. Die Ausstattung des Schlosses wurde 1824 nach dem Tode Anna Carolinas zu einem Großteil versteigert oder nach den Ereignissen 1864 nach Berlin überführt. Die heute zu besichtigende Möblierung stammt stilistisch überwiegend aus dem 19. Jahrhundert und wurde unter anderem aus dem Gottorfer- und dem Kieler Schloss hierher gebracht. Sie gehört zu den reichsten Sammlungen dieser Art in Schleswig-Holstein.

#### Kellergeschoss
Im Kellergeschoss, das sich etwa zur Hälfte unterhalb des Wasserspiegels befindet, hatten früher die Küche und verschiedene Vorratsräume ihren Platz. Die Kellerräume verfügen über eigene Zugänge, so dass Personal oder Besucher der später öffentlich gemachten Schlosskapelle nicht das Vestibül zu betreten brauchten. Unter dem Eingangsbereich des ersten Stockwerks liegt das ehemalige Gefängnis, das jedoch wahrscheinlich nie für diesen Zweck genutzt wurde.

#### Untergeschoss mit Kapelle
Das Untergeschoss beinhaltet den Haupteingang und wird über die Schlossbrücke betreten. Das von den Treppentürmen gerahmte Portal führt direkt in die Eingangshalle, das Grüne Diele genannte Vestibül. Die Grüne Diele war immer recht schlicht ausgestattet, bemerkenswert ist jedoch der Fußboden, dessen aus ölandischem Stein gefertigte Fußplatten an vielen Stellen Abdrücke von Fossilien vorweisen. Die an das Vestibül anschließenden Zimmer wurden einst als Kanzlei- und später auch als Wohnräume genutzt, heute ist hier die Schlossverwaltung untergebracht.

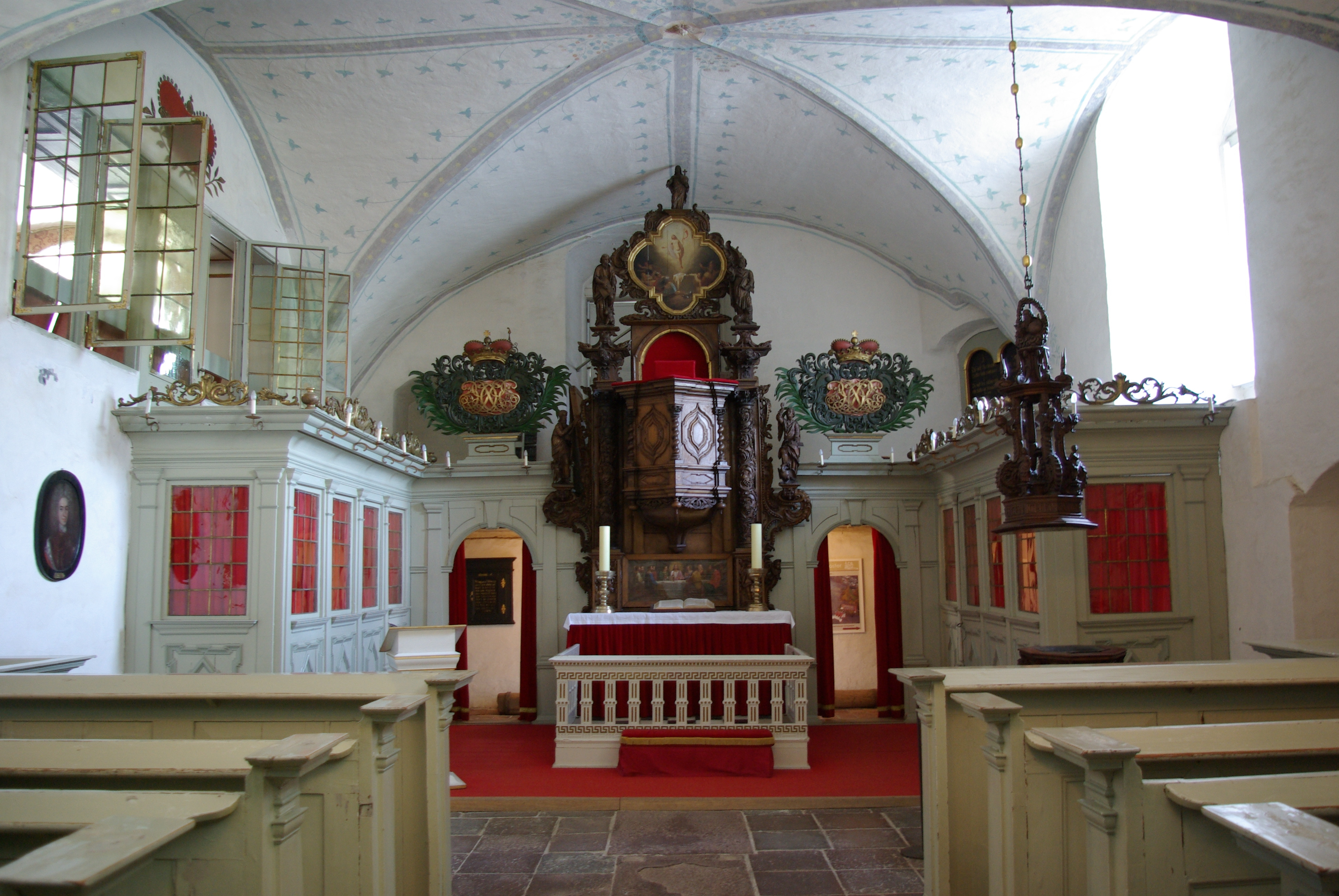
Schlosskapelle, Blick zum Altar

Der bemerkenswerteste Raum des Untergeschosses ist die Schlosskapelle. Der Kapellensaal ist der einzige Raum des Schlosses, der sich über zwei der Langhäuser erstreckt. Er nimmt jeweils ein gutes Viertel des östlichen und des mittleren Hauses ein. Zudem reicht das Bodenniveau der Kapelle bis ins Kellergeschoss, wodurch sie auch der einzige Raum ist, der mehr als ein Stockwerk beansprucht.
Die Kirche war ursprünglich im Stile der Renaissance ausgestattet und besitzt einen Kanzelaltar und eine Taufe aus der Mitte des 17. Jahrhunderts, beides Arbeiten von Claus Gabriel. Unter Herzog Philipp Ernst wurde die Kapelle um 1717 barock ausgestattet, 1847 erhielt sie eine Marcussenorgel. Bei Restaurierungsarbeiten 1973 wurden Fresken aus der Erbauungszeit freigelegt. Westlich der Kapelle befindet sich die Hausgruft, in der 1811 die letzte Beisetzung stattfand und in der 38 Angehörige der herzoglichen Familie bestattet sind. In der Schlosskapelle befindet sich mit einem Rauchfass aus dem 13. Jahrhundert das letzte bekannte Ausstattungsstück der zerstörten Klosterkirche.
Die Kapelle diente bis 1965 auch als offizielle Gemeindekirche der Stadt Glücksburg. Sie wird heute für Gottesdienste, Hochzeiten und Taufen genutzt. Im westlichen Turmzimmer des Untergeschosses können in Absprache mit der Schlossverwaltung standesamtliche Trauungen durchgeführt werden.

#### Erstes Obergeschoss, mit „Rotem Saal“

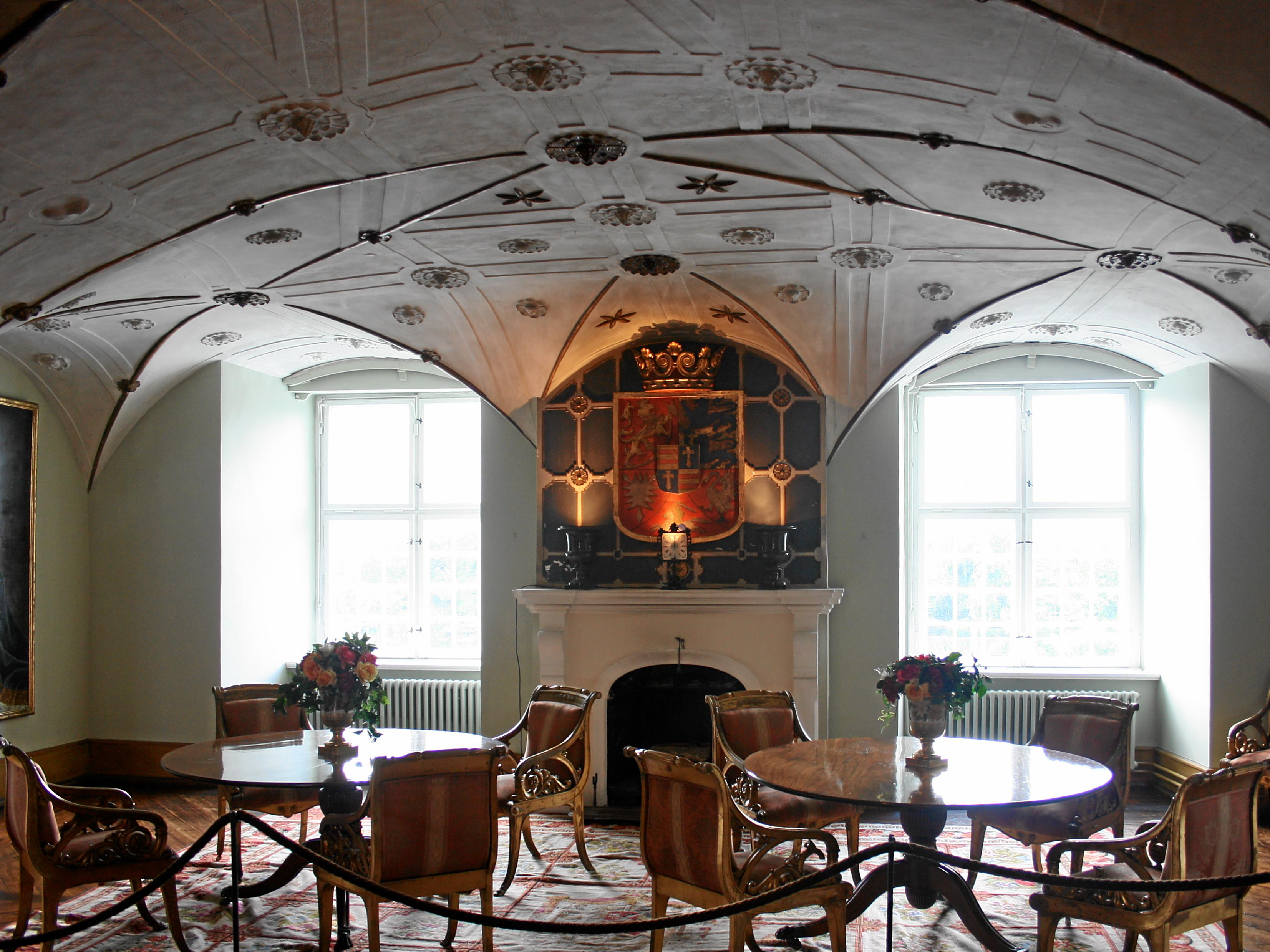
Teil des „Roten Saals“

Das erste Obergeschoss ist der eigentliche Wohnbereich, seit der Erbauungszeit befinden sich hier die Schlafzimmer und Salons der herzoglichen Familie. Die östlichen Räume waren ursprünglich dem Herzog zugewiesen, die westlichen seiner Frau. Diese Aufteilung wurde jedoch nicht dauerhaft beibehalten.
Das Zentrum des Stockwerks bildet der reich ausgestattete (unter anderem mit Gemälden von Antoine Pesne) Rote Saal. Der Raum erhielt seinen Namen von den roten Tapeten, mit denen er einst ausgeschlagen war. Der 30 Meter lange, zehn Meter breite und vier Meter hohe Saal erstreckt sich über die gesamte Grundfläche des Mittelhauses. Die Ornamente des Gewölbes zählen zu den frühesten Stuckarbeiten Schleswig-Holsteins. Der Raum diente sowohl als Salon und Wohnzimmer als auch als Festsaal des Schlosses. Ebenso diente er als Diele, denn von ihm gehen zu beiden Seiten jeweils vier Zimmer in die seitlichen Häuser ab. Hinter den Eckräumen der äußeren Häuser schließen sich dort die Salons der Turmzimmer an. Der Kaiserin-Turm und der Kaiserin-Salon erinnern an Auguste Viktoria.

#### Zweites Obergeschoss
Über die Nutzung des zweiten Obergeschosses zur Erbauungszeit ist nicht viel bekannt. Vermutet wird, dass es ursprünglich hauptsächlich als Lagerraum und Kornspeicher diente. Diese Funktion ergab sich aus der Tatsache, dass in der Zeit Johann III. eine Steuerabgabe in Form von Naturalien durchaus üblich war. Die Aufteilung folgt dem darunter liegenden Stockwerk: das mittlere Haus wird ebenfalls von einem großen Saal beherrscht, zu beiden Seiten schließen sich je vier Räume und die Turmzimmer an. Das Geschoss beinhaltete ab dem 18. Jahrhundert einige Gästeräume. Das sogenannte Markgrafenzimmer erinnert an den Markgrafen Friedrich Ernst, der als Statthalter von Schleswig-Holstein diente und auf Glücksburg vorübergehend logierte. Ab 1857 richtete man im Obergeschoss die Wohnräume der Prinzen und Prinzessinnen ein.
Dem mittleren Weißen Saal fehlt die Deckenwölbung seines „roten“ Pendants, wodurch er größer und tiefer wirkt. Gleichwohl ist er heute weniger aufwendig ausgestattet, den bedeutendsten Schmuck bildet eine Sammlung Gobelins von 1740. Der Weiße Saal wurde oft als Esszimmer genutzt und dient heute für Konzertaufführungen.

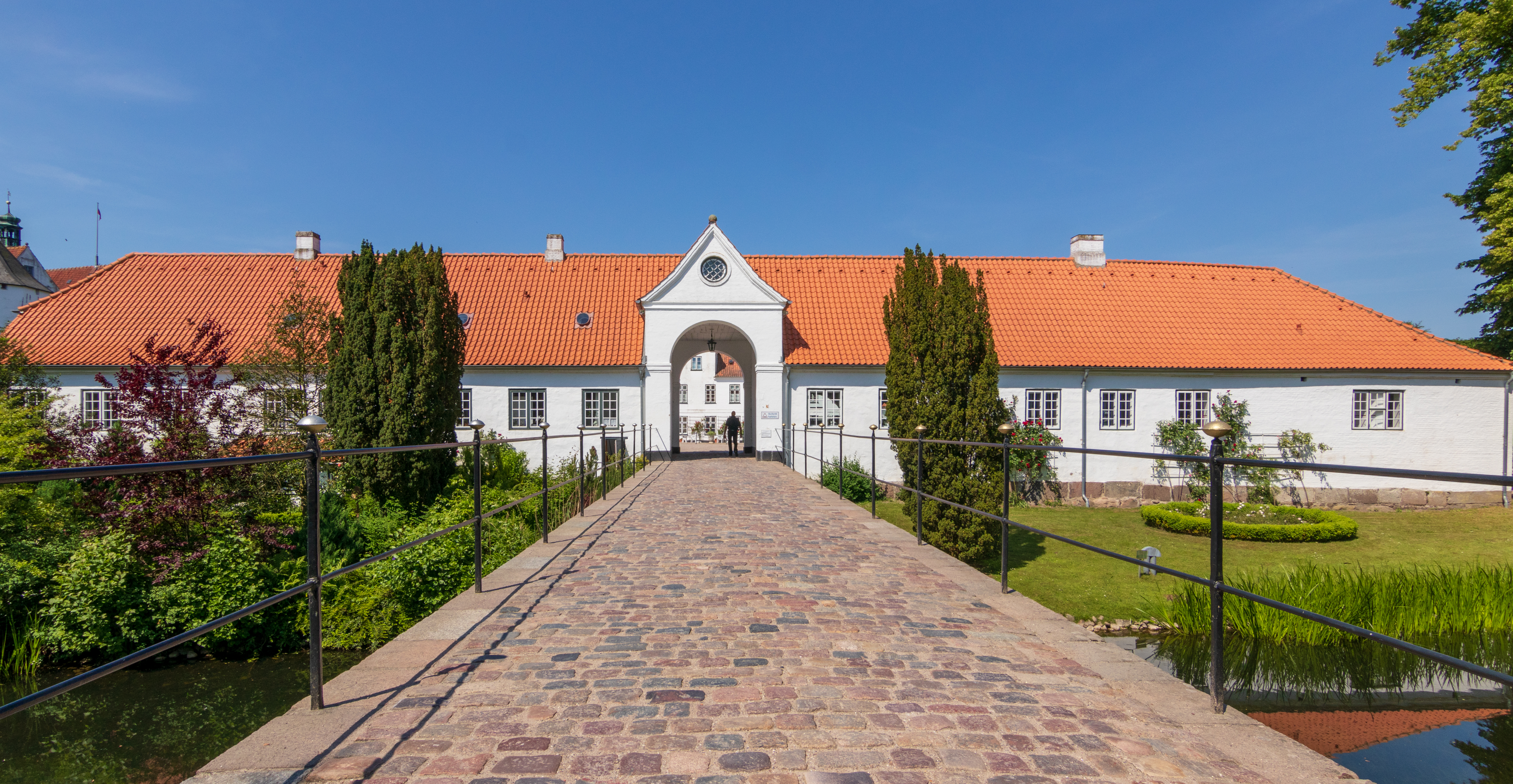
Blick auf das Torhaus

## Umgebung
Östlich an der Schlossstraße beginnt der dicht bebaute Ortskern von Glücksburg. Südwestlich des Schlossteiches befinden sich die letzten Ausläufer des Tremmeruper Waldes, der Teil eines Grünzuges ist, der vom Flensburger Hafen über das Lautrupsbachtal, Adelby, den Vogelsang, Blocksberg und über den Tremmeruper Wald bis an das Schloss reicht. In der näheren Umgebung des Schlosses sind zudem die folgenden Anlagen zu finden:

### Wirtschaftshof
Dem Schloss vorangestellt ist ein Wirtschaftshof, der sich als Vorburg mit Torhaus, Kavaliershaus und Ställen vor dem eigentlichen Hauptgebäude öffnet. Für die Arbeiten stellte Johann III. seinem Baumeister Karies 1585 weitere 1.600 lübische Mark zur Verfügung, fertig gestellt war das Ensemble 1587. Wie das Schloss selbst, ist auch das Ensemble des Vorwerks typisch für die ländliche Architektur des schleswig-holsteinischen Adels zur Zeit der Renaissance. Die Vorburg wurde bei einem Brand 1717 zum Teil zerstört, dabei wurde vor allem das Back- und Brauhaus vernichtet, das einst die vierte, zum Schloss gelegene Seite des Hofs begrenzte. Das Brauhaus wurde nicht wieder errichtet und an dessen Stelle stattdessen eine Allee gepflanzt. Bemerkenswert sind die Laternen des Hofs, diese stammen aus dem königlichen Schloss Amalienborg in Kopenhagen und wurden 1859 aufgestellt.
Das Torhaus verband die Insel des Vorwerks einst über eine Zugbrücke mit dem Festland, diese Brücke wurde später gegen einen festen Übergang ausgetauscht. Neben dem eigentlichen Hauptzugang zum Schlossbereich diente das Torhaus vor allem als Stallgebäude und Remise. Heute beherbergt es den Museumsshop und den Kassenbereich.
Das nach Westen gelegene, zwölfachsige Kavaliershaus von 1685 wurde im 18. Jahrhundert um ein Stockwerk erhöht, die geschweiften Giebel des Dachgeschosses kamen erst 1856 hinzu. Wie am Schloss wurden auch hier die Dekorationen später wieder entfernt. Das Kavaliershaus dient heute privaten Zwecken und wird bewohnt.

### Schlossgarten

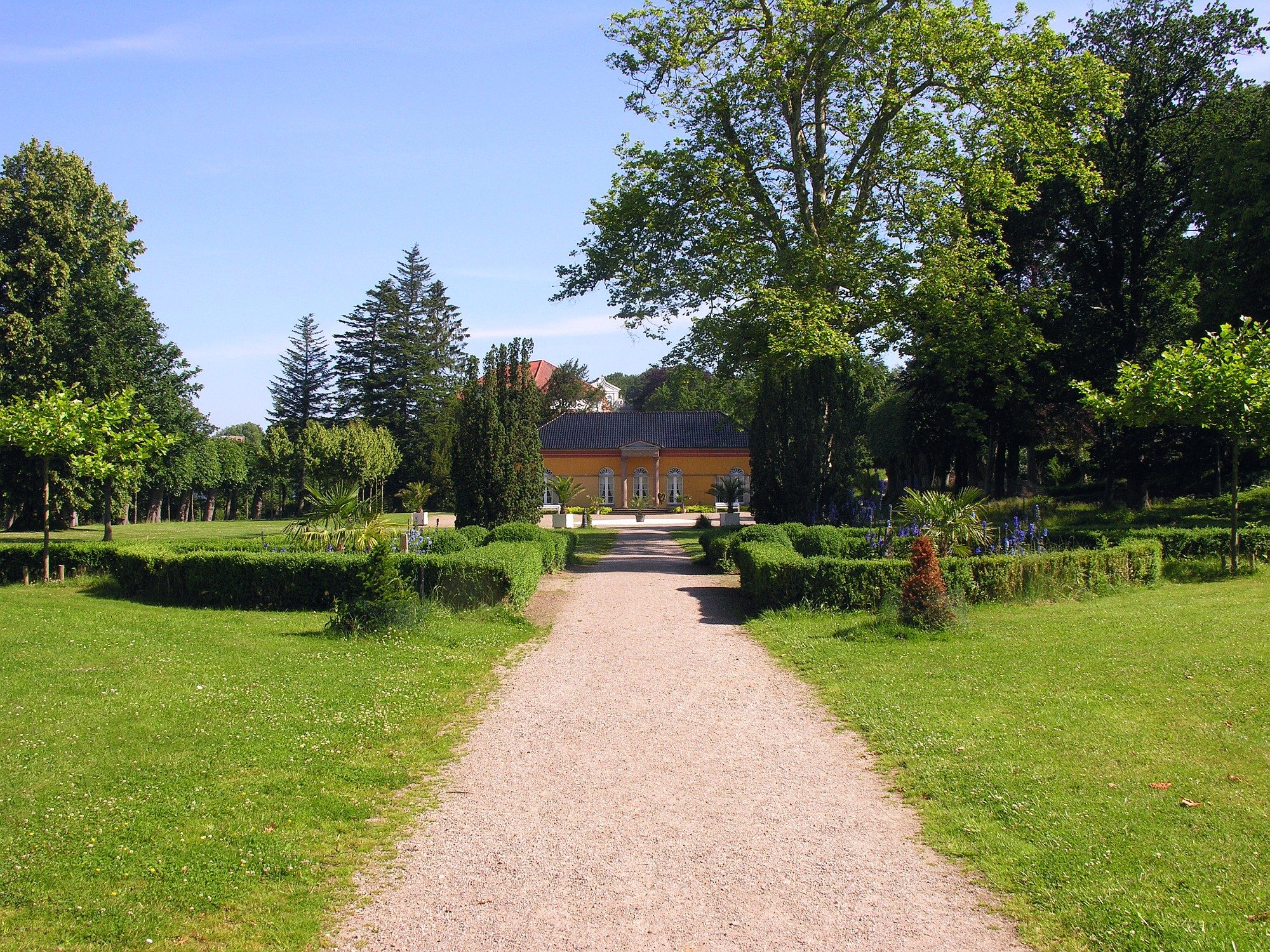
Schlosspark mit Orangerie (Foto 2012)

Schon zum Rüdekloster gehörte ein Klostergarten, der jedoch nach der Niederlegung der Anlage und dem Aufstauen des Schlossteichs verloren ging. Das Schloss erhielt, abgesehen von einem Küchengarten ab 1622, erst im 18. Jahrhundert Parkanlagen im größeren Umfang. Unter dem Gärtner Jürgen Lorentzen wurde auf dem Gelände des späteren Rosariums von 1706 bis 1709 ein kleiner Lustgarten angelegt. Da Glücksburg auf drei Seiten von Wasser umgeben und der vierten Seite die Vorburg vorangestellt ist, wurde der größere Park ab 1733 ohne direkten Bezug auf das Schloss hinter die Vorburg gelegt. Dieser Barockgarten bestand im Wesentlichen aus einer großen Parterrefläche, die auf ein 1743 errichtetes Orangeriegebäude ausgerichtet war.

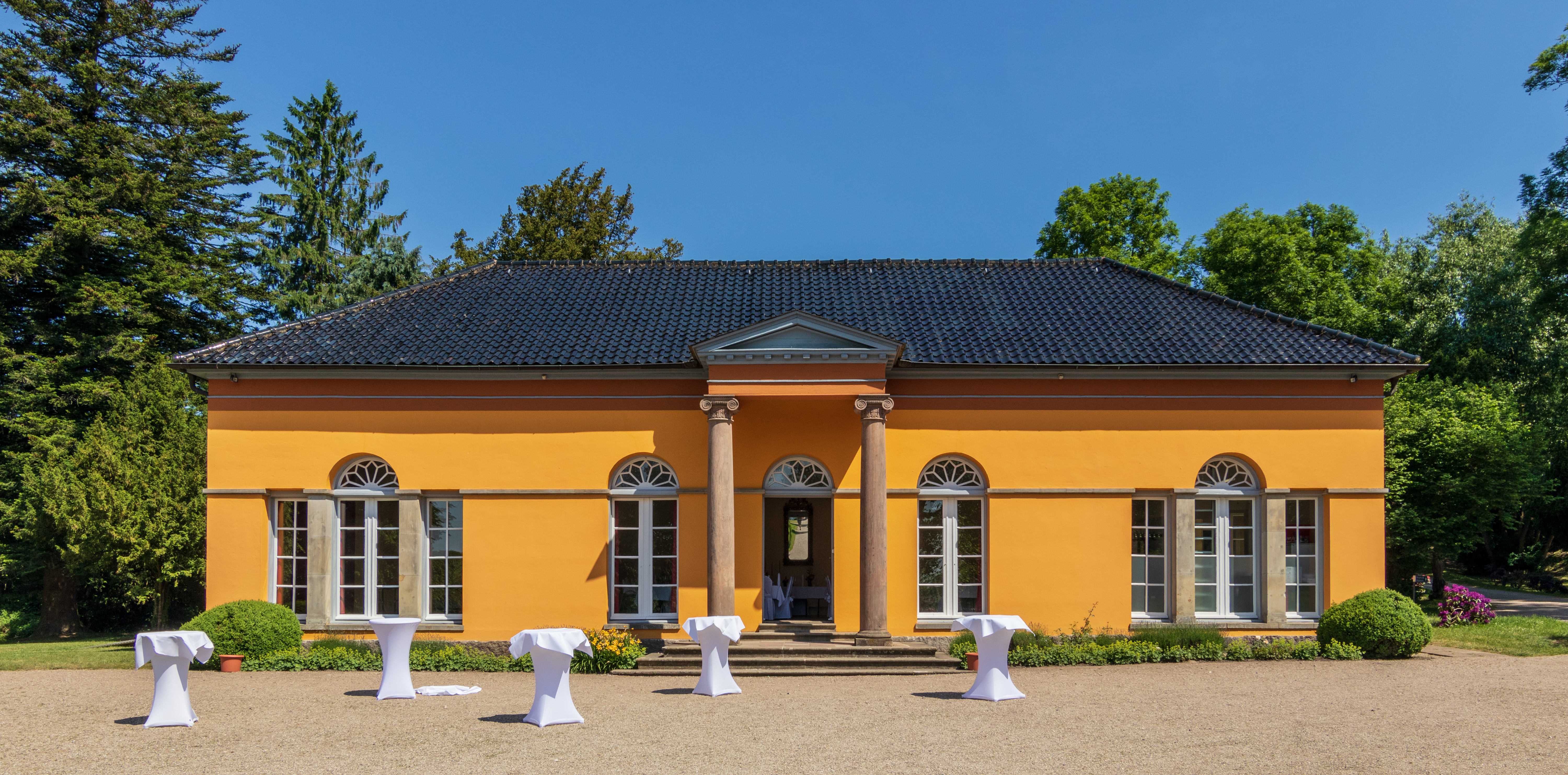
Orangeriegebäude im Schlossgarten

Unter der Herzogin Anna Carolina wurde die formale Dekoration des Gartens im 19. Jahrhundert aufgegeben und die Grünflächen nach englischen Vorbildern umgestaltet. Die barocke Gliederung behielt man jedoch weitgehend bei, so dass die rahmenden Alleen und das Wegsystem des alten Gartens bis heute erhalten sind. Die Orangerie wurde erneuert und erhielt ab 1827 ihre heutige Gestalt. Es handelt sich um einen für die Region ungewöhnlichen klassizistischen Bau von fünf Achsen, dessen Mitte durch einen kleinen Portikus geschmückt ist. Die Orangerie wird heute für Kunstausstellungen und Konzerte genutzt.
Der Gartenbereich ist ganzjährig geöffnet und für Besucher kostenfrei zugänglich.

### Rosarium
Direkt neben dem Schlossgarten, auf dem Gelände der früheren Schlossgärtnerei, wurde 1990/91
das Glücksburger Rosarium eingerichtet. Den Mittelpunkt bildet darin das frühere Gärtnerhaus. Im Rosarium werden auf einer Grundfläche von knapp einem Hektar über 500 historische, englische, Kletter- und Wildrosen kultiviert. Das Rosarium gehört nicht mehr zum öffentlichen Schlossgelände und wird privat verwaltet, der Zugang ist daher kostenpflichtig.

### Schlossteich
Der Schlossteich wurde im 16. Jahrhundert künstlich angelegt, indem das Wasser der Schwennau und der Munkbrarupau aufgestaut wurde. Er sollte das Schloss schützen und diente gleichzeitig als Fischteich zur Nahrungsversorgung. Durch die Flutung versank das frühere Klostergelände vollständig, das Schloss und auch die Vorburg waren nach Fertigstellung der Anlage jeweils komplett vom Wasser umgeben. Im Laufe der Jahrhunderte verlandete die Insel mit der Vorburg stellenweise, so dass Schloss und Vorburg heute eine Verbindung haben.
In den Jahren 1962, 1969 und zuletzt 2005 wurde der Teich abgelassen, damit an den Schlossfassaden Renovierungsarbeiten durchgeführt werden konnten. Dabei wurden die Fundamente der Klosterkirche und Überreste einer Hypokaustenanlage entdeckt und Ausgrabungen gemacht. Die Exponate der Grabungen sind zum Teil im Schloss ausgestellt.

## Verschiedenartigkeit örtlicher Kulturdenkmale
Die einzelnen verschiedenen und katalogisierten Kulturdenkmale gemäß amtlicher Einordnung mit zugehöriger Bezeichnung:

## Trivia
- Heute lebende Mitglieder des Hauses Glücksburg sind unter anderem der norwegische König Harald V., die dänische Königin Margrethe II. und die spanische Königin Sophia.
- Das nördlichste Schloss Deutschlands bildete die Kulisse für die Fernsehserie Der Fürst und das Mädchen, dort wurde es „Schloss Thorwald“ genannt und diente als Wohnsitz des fiktiven Fürsten. Bereits 1937 diente das Bauwerk als Filmkulisse: Die Ibsen-Verfilmung Ein Volksfeind mit Heinrich George entstand u. a. auf Schloss Glücksburg.[24]
- Ab 1977 war Glücksburg das Motiv der 10-Pfennig-Briefmarke der Deutschen Bundespost aus der Serie Burgen und Schlösser sowie ab 2013 der 45-Cent-Briefmarke der Deutschen Post AG aus der erneuten Serie Burgen und Schlösser.
- Schloss Glücksburg wurde als eine von 23 Burgen/Schlössern ausgewählt, Teil des Spieles Stronghold zu sein. Die dort dargestellte Festung ist allerdings nur grob an das echte Schloss angelehnt.